# Élections sénatoriales de 2020 en Charente
Les élections sénatoriales en Charente ont lieu le dimanche 27 septembre 2020. Elles ont pour but d'élire les sénateurs représentant le département au Sénat pour un mandat de six années.

## Contexte départemental
Lors des élections sénatoriales de 2014 en Charente, deux sénateurs ont été élus : Nicole Bonnefoy et Michel Boutant.
Depuis, tous les effectifs du collège électoral des grands électeurs ont été renouvelés, avec les élections départementales de 2015, les élections régionales de 2015, les élections législatives de 2017 et les élections municipales de 2020.

## Sénateurs sortants
| Sénateur | Sénateur        | Parti | Fonctions lors de l'élection en 2014           |
| -------- | --------------- | ----- | ---------------------------------------------- |
|          | Nicole Bonnefoy | PS    | Sénatrice sortante, conseillère générale       |
|          | Michel Boutant  | PS    | Sénateur sortant, président du conseil général |

## Présentation des candidats et des suppléants
Les nouveaux représentants sont élus pour une législature de 6 ans au suffrage universel indirect par les 1 103 grands électeurs du département. En Charente, les sénateurs sont élus au scrutin majoritaire à deux tours. Leur nombre reste inchangé, deux sénateurs sont à élire. Il y aura plusieurs candidats dans le département, chacun avec un suppléant.
| N°  | Candidats | Candidats          | Parti | Principales fonctions                                                |
| --- | --------- | ------------------ | ----- | -------------------------------------------------------------------- |
| T 1 |           | Nicole Bonnefoy    | PS    | Sénatrice sortante, conseillère départementale                       |
| s 1 |           | Patrick Gallès     | PS    | Maire de Saint-Séverin                                               |
|     |           |                    |       |                                                                      |
| T 2 |           | Jérôme Royer       | PS    | Conseiller municipal de Jarnac                                       |
| s 2 |           | Fabienne Godichaud | PS    | Conseillère départementale, maire de Saint-Michel                    |
|     |           |                    |       |                                                                      |
| T 3 |           | François Bonneau   | DVD   | Président du conseil départemental, conseiller municipal de Rouillac |
| s 3 |           | Mireille Neeser    | LR    | Maire de Poullignac                                                  |
|     |           |                    |       |                                                                      |
| T 4 |           | Jacques Chabot     | UDI   | Conseiller départemental, maire de Ladiville                         |
| s 4 |           | Brigitte Fouré     | UDI   | Conseillère départementale, adjointe au maire d'Aigre                |
|     |           |                    |       |                                                                      |
| T 5 |           | Isabelle Lassalle  | RN    |                                                                      |
| s 5 |           | Florian Gauneau    | RN    |                                                                      |

## Résultats
| Candidats                | Candidats                | Parti                    | Nuance                   | Premier tour | Premier tour | Second tour | Second tour |
| Candidats                | Candidats                | Parti                    | Nuance                   | Voix         | %            | Voix        | %           |
| ------------------------ | ------------------------ | ------------------------ | ------------------------ | ------------ | ------------ | ----------- | ----------- |
|                          | Nicole Bonnefoy          | PS                       | SOC                      | 673          | 60,58        |             |             |
|                          | François Bonneau         | SE                       | DVD                      | 512          | 46,08        | 593         | 54,11       |
|                          | Jacques Chabot           | UDI                      | REM                      | 402          | 36,18        | Retrait     | Retrait     |
|                          | Jérôme Royer             | PS                       | SOC                      | 374          | 33,66        | 460         | 41,97       |
|                          | Isabelle Lassalle        | RN                       | RN                       | 55           | 4,95         | 43          | 3,92        |
|                          |                          |                          |                          |              |              |             |             |
| Votes valides            | Votes valides            | Votes valides            | Votes valides            | 1 111        | 98,32        | 1 096       | 97,16       |
| Votes blancs             | Votes blancs             | Votes blancs             | Votes blancs             | 11           | 0,97         | 20          | 1,77        |
| Votes nuls               | Votes nuls               | Votes nuls               | Votes nuls               | 8            | 0,71         | 12          | 1,06        |
| Total                    | Total                    | Total                    | Total                    | 1 130        | 100          | 1 128       | 100         |
| Abstention               | Abstention               | Abstention               | Abstention               | 12           | 1,05         | 14          | 1,23        |
| Inscrits / participation | Inscrits / participation | Inscrits / participation | Inscrits / participation | 1 142        | 98,95        | 1 142       | 98,77       |